# 柏木斉
柏木 斉（かしわき ひとし、1957年9月6日-  ）は、日本の経営者。リクルート社長を務めた。兵庫県出身。

## 来歴・人物
灘中学校・高等学校を経て、1981年に東京大学工学部を卒業、同年に日本リクルートセンター(のちのリクルート)に入社した。1997年6月に取締役に就任し、常務を経て、2003年6月に社長兼COOに就任し、翌年6月には社長兼CEOに昇格。2012年4月から取締役相談役を務めた。